# Politiek in Roemenië
Dit artikel gaat over politiek in Roemenië.

## Parlementaire republiek
De staatsvorm is een parlementaire republiek. Het staatshoofd is de president die maximaal tweemaal voor een termijn van vijf jaar verkiesbaar is. De president is verantwoordelijk voor het goed functioneren van de grondwet, buitenlandse zaken en openbaar bestuur. Hij is opperbevelhebber van het leger en voorzitter van de Hoge Raad van Nationale Defensie (Consiliul Suprem de Apărare a Ţării of CSAT).
Het Roemeense parlement, dat de wetgevende macht heeft, bestaat uit twee kamers, de Kamer van Afgevaardigden (Camera Deputatilor) met 345 zetels en de Senaat (Senat) met 143 zetels (2012). Het aantal zetels varieert afhankelijk van de omvang van de bevolking. De leden van de Kamer van Afgevaardigden worden middels een districtenstelsel gekozen voor vier jaar. De twee kamers vormen samen de wetgevende assemblee, wier taak het is de nieuwe Roemeense (grond)wet(ten) aan te nemen. Het meerpartijenstelsel heeft tot gevolg dat er over het algemeen door coalities wordt geregeerd. Het kiesrecht geldt vanaf 18 jaar.

## Etnische minderheden in het parlement
De Roemeense grondwet en de kieswet verlenen aan wettelijk erkende organisaties van nationale minderheden een volksvertegenwoordiger in de Kamer van Afgevaardigden indien ze niet op de normale manier in de verkiezingen een volksvertegenwoordiger konden krijgen. Nationale minderheden hebben dan het recht op een volksvertegenwoordiger mits ze een aantal stemmen halen dat gelijk is aan vijf procent van alle geldig uitgebrachte stemmen in Roemenië. Momenteel hebben de minderheden 18 zetels in de Kamer van Afgevaardigden.
De Democratische Unie van Hongaren in Roemenië (UDMR) is de enige minderheidspartij die meer dan een zetel heeft. 
President Klaus Iohannis was tot 2013 voorzitter van de minderheid van Duitstaligen, het Democratisch Forum van Duitsers in Roemenië (DFDR).
In het parlement zitten onder andere minderheden van Italianen, Bulgaren, Grieken, Turken, Lipoveense Russen en de Joodse gemeenschap.

## Regionale en lokale politiek
Ieder van de 41 districten van Roemenië (județe, vergelijkbaar met een provincie) en apart de hoofdstad Boekarest wordt bestuurd door een gekozen raad. Aan het hoofd van staat een door de regering aangestelde prefect. Deze kan besluiten van gemeenteraden blokkeren. Hij mag geen lid zijn van een politieke partij.
De gemeenteraad en burgemeester worden rechtstreeks gekozen. Gemeenten kunnen zelfstandig belasting heffen. De prefect van het district waar de gemeente in ligt heeft daarbij alleen een controlerende taak.

## Huidige situatie
De liberaal Klaus Iohannis (PNL) werd bij de presidentsverkiezingen in december 2014 gekozen tot president ten koste van de sociaaldemocratische kandidaat en premier Victor Ponta (PSD), die op dat moment premier was. Na aanhoudende protesten naar aanleiding van de brand in Colectiv Club en de algemene weerzin tegen de corruptie stapte Victor Ponta met zijn regering op. Het premierschap werd waargenomen door onderwijsminister Sorin Cîmpeanu waarna Iohannis Dacian Cioloș voordroeg als premier met de opdracht een technocratische regering samen te stellen. Op 17 november 2015 kreeg Cioloș van het parlement het groene licht. Ondanks die protesten en het aftreden van Ponta in 2015, won de PSD in 2017 alsnog de landelijke verkiezingen. Hoewel partijleider Liviu Dragnea het gezicht was tijdens de verkiezingscampagnes kon hij zichzelf niet als premier aandragen omdat hij veroordeeld was voor verkiezingsfraude in 2009. Daarop werd Sorin Grindeanu voorgedragen door de PSD als nieuwe premier. Hij werd geconfronteerd met de grootste protesten sinds de revolutie in 1989 nadat zijn regering een amnestiewet had aangenomen. Als gevolg van de protesten trok de regering de wet weer terug. Enkele maanden later werd Grindeanu al naar huis gestuurd door zijn eigen partij wegens tegenvallende resultaten en werd hij vervangen door Mihai Tudose. De oppositie verdachte de PSD ervan dat Grindeanu werd vervangen omdat hij er niet in slaagde de obstakels te verwijderen die Liviu Dragnea er van weerhouden premier te kunnen worden. Ook Tudose hield het niet lang vol en werd eveneens door zijn partij opzij geschoven ten gunste van Viorica Dăncilă, die daarmee de eerste vrouwelijke premier van Roemenië werd. Toen Dăncilă zich in 2019, tot onvrede van coalitiepartner ALDE, verkiesbaar stelde voor het presidentschap, viel haar regering na een motie van wantrouwen. De regering werd overgenomen door de liberalen van de PNL onder leiding van Ludovic Orban. Na de parlementsverkiezingen van december 2020 werd zijn plaats ingenomen door partijgenoot Florin Cîțu en kwam de hervormingsgezinde partij USR voor het eerst sinds zijn oprichting in de regering. Het wantrouwen tussen USR en PNL bleek te groot en na enkele jaren stapte de USR uit de coalitie. Waarna de PNL alsnog een coalitie aan ging met PSD onder leiding van Nicolae Ciucă (PNL), ze hadden daarbij afgesproken dat halverwege het mandaat de PSD het stokje van premier overneemt waardoor in juni 2023 Marcel Ciolacu (PSD) premier werd.